# Federico Mancuello
Federico Andrés Mancuello, mais conhecido como Federico Mancuello ou simplesmente Mancuello, (Reconquista, 26 de março de 1989), é um futebolista argentino com ascendência italiana que atua como meia, volante, lateral-esquerdo e atacante. Atualmente, joga pelo Independiente.
Em 2016, foi considerado pela conceituada revista inglesa "World Soccer Magazine" como um dos 500 jogadores mais importantes do mundo.

## Carreira

### Atlético y Tiro
Federico Mancuello começou a carreira no Club Atlético y Tiro da sua cidade natal (Reconquista).

### Independiente
Em dezembro de 2008, Mancuello fazia a sua estreia na Primera División de Argentina, em partida válida pela última rodada do campeonato daquele ano, onde o Independiente utilizou reservas e juniores e acabou perdendo para o Arsenal de Sarandí por 2–1.
Na primeira etapa jogando com a camisa do Rey de Copas, Mancu anotou 5 gols e alternou entre boas e más atuações.

### Belgrano
Na temporada 2011–12, Mancuello foi emprestado ao Belgrano, de Córdoba, por um ano e sem opção de compra ao fim do empréstimo. Nos Piratas jogou a maioria das partidas como titular e chegou a marcar gol.

### Retorno ao Independiente

#### 2012–13
Ao fim do Torneo Clausura 2012 voltou para o Independiente. Voltou a marcar um gol vestindo a camisa Roja no jogo de volta das oitavas de final da Copa Sul-Americana de 2012, na vitória no 2 a 1 no Uruguai contra o Liverpool.

#### 2013–14
Mesmo com a queda do clube para a Primera B Nacional, Fede permaneceu e marcou 2 gols na segunda divisão argentina. o primeiro contra o Aldosivi e o segundo contra o Independiente Rivadavia. Na base do sacrifício, foi uma grande referência da equipe que terminou a temporada promovida a primeira divisão e tornou-se o jogador favorito da torcida.

#### 2014
Na partida que marcou a volta do Diablo Rojo para a Primera División de Argentina, Mancuello marcou 1 gol na vitória de 3 a 0 sobre o Atlético de Rafaela, Estádio Libertadores de América.
Terminou a temporada em alta, sendo inclusive considerado por Gerardo Martino, então técnico da Seleção Argentina, como o melhor jogador do campeonato argentino.

#### 2015
Em 2015, na primeira rodada da Primera División Julio H. Grondona, Mancu foi um dos melhores no jogo contra o Newell's Old Boys, dando passe para o segundo gol de Lucas Albertengo e sofrendo pênalti de Oscar Ustari. Federico deixou o campo lesionado e chorando por não querer sair, ganhando o respeito dos amantes do futebol.
Acabou naquele ano, sendo considerado o melhor meia da competição.

### Flamengo

#### 2016
Após ter sido especulado na janela de negociações da metade de 2015 como possível reforço do Flamengo, no último mês de 2015, Federico acabou recebendo uma oferta de compra do Atlético Mineiro, que prontamente foi recusada pelo Independiente por ser baixa. Mais tarde, Carlos Moyano, então vice presidente do clube Rojo, revelou que o Galo já havia tentado contratar Mancu por empréstimo de um ano, com um custo de um milhão de dólares. Em 20 de dezembro, o clube carioca entrou no negócio e formalizou uma proposta oficial de US$ 1,5 milhão, na época o equivalente a cerca de R$ 5,9 milhões, para comprar 50% dos direitos do jogador. O Diablo Rojo enviou uma contraproposta onde pedia US$ 3 milhões, equivalente a cerca de R$ 11,8 milhões, ou seja, o dobro. Assim, iniciava-se um duelo entre o Mengão e o clube mineiro pela contratação de Mancu. Fla e o Alvinegro enviaram emissários a Argentina com novas propostas, onde o Galo teve novamente uma negativa, desta vez os Rojos recusaram US$ 2 milhões, equivalente a cerca de R$ 8 milhões, por 50% dos direitos. Em meio a negociações com o Galo e o Mengão, Federico postou uma foto antiga dele no Rio de Janeiro, empolgando a torcida do clube carioca. Essa empolgação tornou-se maior ainda quando o próprio Mancuello ressaltou a vontade em defender O Time da Massa. Na noite de 4 de janeiro de 2016, o Rey de Copas acertou verbalmente a transferência de Federico Mancuello para o Rubro-Negro. Em 6 de janeiro de 2016, a transferência foi concretizada. O Flamengo pagou ao Independiente US$ 3 milhões (cerca de R$ 12 milhões) por 90% dos direitos econômicos do argentino.
No dia 9 de abril de 2016 marcou seu primeiro gol com a camisa rubro-negra, após uma linda cobrança de falta. Este lance foi eleito a "pintura da rodada" do final de semana do futebol brasileiro na enquete do programa "É Gol!!!", da SporTV, com 52,9% da preferência dos 9.743 votos.
No dia 6 de agosto de 2016, no jogo contra o Atlético-PR pela 19a rodada do Brasileirão, além de ter sido o melhor do time em campo, fez um golaço de letra, garantindo a vitória rubro negra.
Em 25 de setembro, na partida em que o Flamengo venceu o Cruzeiro por 2 a 1, Mancuello foi novamente decisivo, marcando o gol da vitória rubro-negra, aos 43 do segundo tempo.

#### 2017
No início da temporada 2017, o treinador Zé Ricardo decidiu escalar Mancuello como ponta direita, posição até então inédita na carreira do jogador, já que, por ser canhoto, ele sempre jogou pelo lado esquerdo do campo. Mancuello estreou na nova função num amistoso realizado em 21 de janeiro - derrota por 2 a 1 do Rubro-Negro diante do Vila Nova. O argentino, no entanto, comemorou sua nova missão em campo pelo clube, pensando em "ajudar mais o Flamengo." O meio-campista também rechaçou qualquer possibilidade de deixar o clube carioca, a despeito das propostas que ele recebera.
Em entrevista ao Sportv, Zé Ricardo afirmou que, desde o ano passado, tentava encontrar uma forma de encaixar o Mancuello no time.
Foi jogando aberto pela direita, e indo da ponta para o meio, que, no início do ano, ao lado de Diego e Paolo Guerrero, foi um dos grandes destaques da equipe. Nos 3 primeiro jogos oficiais do clube na temporada, Mancuello era o líder de finalizações corretas, cruzamentos e no total de assistências é o primeiro no elenco (foram 10 para finalização e 1 que terminou em gol), além de ter uma precisão no passe de 87% em sua nova função.

### Cruzeiro
Em 10 de janeiro de 2018, Mancuello foi contratado pelo Cruzeiro.
Mancuello estreou pelo Cruzeiro na vitória sobre o América Mineiro por 1–0 no Estádio Mineirão, em partida válida pelo Campeonato Mineiro de 2018.
Marcou seu primeiro gol pelo clube na vitoria sobre o Democratas por 2-0 pelo Campeonato Mineiro no Estádio Mamudão.
No dia 17 de outubro de 2018, sagrou-se campeão da copa do Brasil pelo Cruzeiro, em duelo contra o Corinthians.

### Toluca
Em 14 de janeiro de 2019, Mancuello foi anunciado como reforço do Toluca.

## Seleção Argentina

### Sub-20
No final de 2008, Federico fez parte da lista dos pré-convocados por Sergio Batista que iriam disputar o Campeonato Sul-Americano Sub-20 de 2009. Na lista final, Batista cortou Mancuello e seu companheiro de Independiente, Patricio Rodríguez.

### Seleção Principal
Sua primeira convocação para a Seleção Argentina aconteceu em 16 de março de 2015, quando Gerardo Martino o convocou para dois amistosos realizados nos Estados Unidos, o primeiro em Washington, para enfrentar El Salvador, e o segundo em Nova Jersey, para jogar contra o Equador. Ele chegou a entrar na pré-lista de 30 nomes da Copa América, mas ficou fora da lista final de 23 convocados.
No dia 1 de setembro de 2016, o Twitter da Fifa errou e escalou Mancuello na seleção argentina contra o Uruguai, em partida válida pelas eliminatórias. Mancuello, porém, não havia sido convocado para esta partida.

## Estilo de jogo e posicionamento
Mancuello é canhoto e começou sua carreira como um meia que atuava aberto pela esquerda. Chegou a ser improvisado como lateral-esquerdo e também jogou pelo lado do campo na segunda linha de um 4-4-2. Neste posicionamento, porém, conviveu com críticas. Com a chegada do técnico Jorge Almirón ao Independiente, passou a atuar por uma faixa mais central, como segundo volante num esquema 4-2-3-1. Foi sua melhor fase. Virou artilheiro do time, em 2014, marcando dez gols em 19 jogos. O que Almirón fez foi posicionar Mancuello como um típico camisa 8. Ou seja, ele tirou a obrigação de marcar das costas do Mancuello, que passou a ter mais liberdade para avançar, irrompendo do centro para a esquerda, da esquerda para o centro ou por dentro, algumas vezes. Foi plantado como segundo volante, mas com raízes soltas e liberdade para exercer o melhor de seu futebol: sua capacidade de enxergar os espaços perfeitos para se infiltrar rumo à proximidade da área adversária. Isto potencializou os seus arremates de média e longa distância, além de torná-lo um fator-surpresa que levava muita confusão à defesa dos rivais.
Com facilidade para subir ao ataque, apóia bastante os atacantes e tem a característica de arriscar chutes de fora da área.
O experiente jornalista argentino Juan Pablo Méndez, do Diário Olé, falou sobre o estilo de jogo dele.
Já o professor de História, colunista de site especializado em futebol argentino e blogueiro do GloboEsporte.com Renato Zanata Arnos, comparou a função em campo de Fede com a de antigos ídolos do Flamengo.
Mauricio Pellegrino, treinador que dirigiu Mancu pelos últimos sete meses no Rojo explicou qual posição combinaria mais com as características dele.
No Flamengo de 2017, treinado por Zé Ricardo, de acordo com o blog "Painel Tático", do GloboEsporte.com, Mancuello atuou como um “falso-ponta-direita”, sendo a primeira vez na carreira que ele atuou do lado direito do campo (já que ele é canhoto). Ou seja, cabia a Mancuello fazer a função de flutuar por dentro e construir jogadas, mas fechar o lado quase como lateral. Assim, na construção ofensiva, ele saia do lado de campo e flutuava por dentro. Já quando a equipe está sem a bola, cabia a Mancuello recompor como ponta: fechar a linha de 4 no meio-campo e pressionar só no setor.
Em 13 de julho de 2017, em partida pelo Brasileirão daquele ano, Mancu entrou no decorrer da partida contra o Grêmio atuando como primeiro volante.

## Estatísticas
Até 14 de novembro de 2018.

### Clubes
| Clube             | Temporada         | Campeonato nacional | Campeonato nacional | Campeonato nacional | Copa nacional[a] | Copa nacional[a] | Copa nacional[a] | Competições continentais[b] | Competições continentais[b] | Competições continentais[b] | Outros torneios[c] | Outros torneios[c] | Outros torneios[c] | Total | Total | Total   |
| Clube             | Temporada         | Jogos               | Gols                | Assist.             | Jogos            | Gols             | Assist.          | Jogos                       | Gols                        | Assist.                     | Jogos              | Gols               | Assist.            | Jogos | Gols  | Assist. |
| ----------------- | ----------------- | ------------------- | ------------------- | ------------------- | ---------------- | ---------------- | ---------------- | --------------------------- | --------------------------- | --------------------------- | ------------------ | ------------------ | ------------------ | ----- | ----- | ------- |
| Independiente     | 2008–09           | 16                  | 3                   | 2                   | —                | —                | —                | —                           | —                           | —                           | —                  | —                  | —                  | 16    | 3     | 2       |
| Independiente     | 2009–10           | 28                  | 1                   | 4                   | —                | —                | —                | —                           | —                           | —                           | —                  | —                  | —                  | 28    | 1     | 4       |
| Independiente     | 2010–11           | 15                  | 1                   | 1                   | —                | —                | —                | 4                           | 0                           | 0                           | —                  | —                  | —                  | 19    | 1     | 1       |
| Independiente     | Total             | 59                  | 5                   | 7                   | 0                | 0                | 0                | 4                           | 0                           | 0                           | 0                  | 0                  | 0                  | 63    | 5     | 7       |
| Belgrano          | 2011–12           | 21                  | 1                   | 0                   | 1                | 0                | 0                | —                           | —                           | —                           | —                  | —                  | —                  | 22    | 1     | 0       |
| Belgrano          | Total             | 21                  | 1                   | 0                   | 1                | 0                | 0                | 0                           | 0                           | 0                           | 0                  | 0                  | 0                  | 22    | 1     | 0       |
| Independiente     | 2012–13           | 21                  | 0                   | 0                   | —                | —                | —                | 3                           | 1                           | 0                           | —                  | —                  | —                  | 24    | 1     | 0       |
| Independiente     | 2013–14           | 37                  | 2                   | 2                   | 2                | 0                | 0                | —                           | —                           | —                           | —                  | —                  | —                  | 39    | 2     | 2       |
| Independiente     | 2014              | 19                  | 10                  | 6                   | —                | —                | —                | —                           | —                           | —                           | —                  | —                  | —                  | 19    | 10    | 6       |
| Independiente     | 2015              | 16                  | 3                   | 3                   | —                | —                | —                | 2                           | 0                           | 0                           | —                  | —                  | —                  | 18    | 3     | 3       |
| Independiente     | Total             | 93                  | 15                  | 10                  | 2                | 0                | 0                | 5                           | 1                           | 0                           | 0                  | 0                  | 0                  | 100   | 16    | 10      |
| Flamengo          | 2016              | 21                  | 3                   | 2                   | 3                | 1                | 0                | 3                           | 0                           | 0                           | 11                 | 1                  | 5                  | 38    | 5     | 7       |
| Flamengo          | 2017              | 8                   | 2                   | 0                   | 1                | 0                | 0                | 6                           | 0                           | 0                           | 16                 | 3                  | 2                  | 31    | 5     | 2       |
| Flamengo          | Total             | 29                  | 5                   | 2                   | 4                | 1                | 0                | 9                           | 0                           | 0                           | 27                 | 4                  | 7                  | 69    | 10    | 9       |
| Cruzeiro          |                   |                     |                     |                     |                  |                  |                  |                             |                             |                             |                    |                    |                    |       |       |         |
| 2018              | 20                | 1                   | 1                   | 2                   | 0                | 0                | 4                | 0                           | 0                           | 13                          | 2                  | 2                  | 39                 | 3     | 3     |         |
| Total             | 20                | 1                   | 1                   | 2                   | 0                | 0                | 4                | 0                           | 0                           | 13                          | 2                  | 2                  | 39                 | 3     | 3     |         |
| Toluca            |                   |                     |                     |                     |                  |                  |                  |                             |                             |                             |                    |                    |                    |       |       |         |
| 2019              | 0                 | 0                   | 0                   | 0                   | 0                | 0                | 0                | 0                           | 0                           | 0                           | 0                  | 0                  | 0                  | 0     | 0     |         |
| Total             | 0                 | 0                   | 0                   | 0                   | 0                | 0                | 0                | 0                           | 0                           | 0                           | 0                  | 0                  | 0                  | 0     | 0     |         |
| Total na carreira | Total na carreira | 222                 | 27                  | 20                  | 9                | 1                | 0                | 21                          | 1                           | 0                           | 41                 | 6                  | 9                  | 293   | 35    | 29      |

- a. ^ Jogos da Copa Argentina
- b. ^ Jogos da Copa Sul-Americana e Copa Libertadores da América
- c. ^ Jogos do Troféu Asa Branca, Taça Chico Science, Campeonato Carioca, Primeira Liga do Brasil e Amistoso

### Seleção Argentina
Abaixo estão listados todos jogos e gols do futebolista pela Seleção Argentina, desde as categorias de base. Abaixo da tabela, clique em expandir para ver a lista detalhada dos jogos de acordo com a categoria selecionada.
Sub-20
| Ano   |       |      |         |       |
| Ano   | Jogos | Gols | Assist. | Média |
| ----- | ----- | ---- | ------- | ----- |
| 2008  | 0     | 0    | 0       | 0     |
| Total | 0     | 0    | 0       | 0     |

Seleção principal

| Ano   |       |      |         |       |
| Ano   | Jogos | Gols | Assist. | Média |
| ----- | ----- | ---- | ------- | ----- |
| 2015  | 2     | 1    | 0       | 0,5   |
| Total | 2     | 1    | 0       | 0,5   |

|    | Data                | Local                                        | Resultado | Adversário  | Gols | Assist. | Competição |
| -- | ------------------- | -------------------------------------------- | --------- | ----------- | ---- | ------- | ---------- |
| 1. | 28 de março de 2015 | FedEx Field, Landover, Estados Unidos        | 2–0       | El Salvador | 1    | 0       | Amistoso   |
| 2. | 31 de março de 2015 | MetLife Stadium, Nova Iorque, Estados Unidos | 2–1       | Equador     | 0    | 0       | Amistoso   |

Seleção Argentina (total)
| Ano   |       |      |         |       |
| Ano   | Jogos | Gols | Assist. | Média |
| ----- | ----- | ---- | ------- | ----- |
| 2008  | 0     | 0    | 0       | 0     |
| 2015  | 2     | 1    | 0       | 0,5   |
| Total | 2     | 1    | 0       | 0,5   |

## Títulos
Independiente
- Copa Sul-Americana: 2010

Flamengo
- Campeonato Carioca: 2017
- Taça Guanabara: 2018
- Troféu Carlos Alberto Torres: 2017

Cruzeiro
- Copa do Brasil: 2018
- Campeonato Mineiro: 2018

### Prêmios Individuais
- World Soccer Magazine - 500 jogadores mais importantes do mundo: 2016